# جان هایمز
جان هایمز (انگلیسی: John Hyams) کارگردان و تدوین‌گر اهل ایالات متحده آمریکا است. وی از سال ۱۹۸۶ میلادی تاکنون مشغول فعالیت بوده‌است. همچنین او فرزند فیلمساز پیتر هایمز می‌باشد.

## زندگی شخصی
هایِمز از دانشکده هنرهای تجسمی و نمایشی دانشگاه سیراکیوس فارغ التحصیل شد و به عنوان یک نقاش و مجسمه ساز مشهور در حال نمایش و فروش آثار در نیویورک و لس آنجلس شد. وی در سال ۱۹۹۷ پس از نوشتن، تهیه کنندگی و کارگردانی فیلم تحسین شده یک روز سگی در هالیوود شناخته شد. این فیلم برای اولین بار در جشنواره فیلم Taos Talking Picture حضور پیدا کرد. پس از آن، هایِمز مستندهای زیادی را کارگردانی کرد ، از جمله مهمترین آنها ماشین خردکننده، که زندگی مبارز مارک کر را دنبال می‌کند.
در سال ۲۰۰۹، هایمز با بازی ژان-کلود ون دام و دولف لاندگرن با بودجه ۹ میلیون دلاری در بلغارستان فیلمبرداری سرباز جهانی: احیا را بر عهده گرفت و کارگردانی کرد. سپس، در سال ۲۰۱۲، دنباله‌ای را به نام سرباز جهانی: روز حساب نوشت و کارگردانی کرد. که ون دام و لاندگرن نیز در آن حضور داشتند. این فیلم با بودجه ۸ میلیون دلار به صورت سه بعدی فیلمبرداری شده است.

## تدوین
- دشمنان نزدیک (۲۰۱۳)
- سرباز جهانی: احیا (۲۰۱۰)
- تنها (۲۰۲۰)

## کارگردانی‌ها
- ۱- سرباز جهانی: احیا (۲۰۱۰)
- ۲- چشمان اژدها (۲۰۱۲).
- ۳- سرباز جهانی: روز حساب (۲۰۱۲)
- ۴- همه میدان (۲۰۱۸)
- ۵- تابستان سیاه (۲۰۱۹)
- ۶- تنها (۲۰۲۰)
- ۷- مریض (۲۰۲۲)